# Institut d'Estudis Eivissencs
L'Institut d'Estudis Eivissencs (IEE) és un institut d'estudis locals fundat el 22 de gener de 1949 i integrat des del primer moment dins el Consell Superior d'Investigacions Científiques (CSIC).
La idea de la institució havia sorgit el 8 de gener al despatx de l'aleshores alcalde d'Eivissa, Cèsar Puget Riquer, que reuní la comissió gestora formada per Josep i Antoni Costa Ramon, Enric Fajarnés Cardona, Alexandre Llobet Ferrer, Isidor Macabich Llobet, José María Mañá de Angulo, Narcís Puget, Jeroni Roig Binimelis, José Sáez Martínez, Manuel Sorà Bonet, Bartomeu Tur Guasch, Josep Tur Riera, Manuel Verdera Ferrer, Marià Villangómez Llobet i Josep Zornoza Bernabeu.
Fins al final dels anys seixanta va tenir escassa incidència pública i edità la revista Ibiza i les obres d'historiadors i erudits eivissencs com Isidor Macabich i Llobet, Enric Fajarnés Cardona i Antoni Costa Ramon. En començar els anys setanta, un grup de joves eivissencs, entre els quals Isidor Marí i Mayans i Josep Marí i Marí, influïts per l'Obra Cultural Balear, aconseguiren de l'ajuntament d'Eivissa i dels anteriors directius que en fessin el traspàs de funcions, i l'objectiu prioritari fou la conservació del patrimoni d'Eivissa i Formentera. El 1972 publicaren els primers texts en català, Endevinetes i Curs d'iniciació a la llengua. Des d'aleshores ha publicat molts llibres i ha dut a terme moltes activitats de dinamització de la cultura catalana a les Illes Pitiüses, entre elles la recepció a les illes de TV3.
L'IEE és membre de la Coordinadora de Centres d'Estudis Locals de Parla Catalana, de la Confederació Espanyola de Centres d'Estudis Locals i entitat adscrita a l'Institut d'Estudis Catalans, des de juny de 2000. Ha rebut el premi Savina del Grup d'Estudis de la Naturalesa de 1989, la Creu de Sant Jordi de 1992 i el premi Francesc de Borja Moll de l'Obra Cultural Balear el 1990.
Des de gener de 2008, l'Institut d'Estudis Eivissencs és Entitat d'Utilitat Pública pel Ministeri de Cultura.